# Tick, Tick... Boom! (musical)
Tick, Tick... Boom! es un musical semiautobiográfico con libreto, música y letras de Jonathan Larson. Ambientado en la ciudad de Nueva York durante los años noventa, el espectáculo cuenta la historia de Jon, un compositor de musicales que desea hacerse un hueco en la competitiva industria de Broadway. A medida que se acerca su trigésimo cumpleaños, Jon siente la presión del paso del tiempo y se pregunta si su sueño realmente merece la pena.
Jonathan Larson comenzó a representar la pieza como un monólogo rock a principios de la década de los noventa en diferentes locales de la escena off neoyorquina. Tras la prematura muerte de Larson en 1996, el dramaturgo David Auburn se encargó de reestructurar el libreto y adaptarlo para tres intérpretes. Bajo esta nueva configuración, Tick, Tick... Boom! debutó el 23 de mayo de 2001 en el Jane Street Theatre del Greenwich Village, con Raúl Esparza al frente del reparto, y desde entonces ha podido verse en numerosas ocasiones a lo largo de todo el mundo. En 2021 dio el salto a la gran pantalla dirigido por Lin-Manuel Miranda y protagonizado por Andrew Garfield.

## Argumento
Nueva York, 1990. Jon es un prometedor compositor de musicales que sobrevive a duras penas en el barrio del SoHo esperando su gran oportunidad. A punto de cumplir treinta años, Jon se siente frustrado por su falta de logros profesionales («30/90»). Mientras tanto, su mejor amigo Michael ha abandonado la actuación para comenzar una exitosa carrera como ejecutivo de marketing y Susan, su novia, se gana la vida dando clases de ballet. En la azotea de su apartamento, Jon confiesa estar preocupado porque en unos días va a tener lugar una lectura de Superbia, el musical en el que lleva varios años trabajando. Susan intenta animarlo luciendo un favorecedor vestido verde («Green Green Dress»).
A la mañana siguiente, Susan propone a Jon dejar Nueva York y formar una familia lejos de la ciudad. Jon se debate entre seguir persiguiendo su sueño o renunciar a todo por la seguridad de una vida más estable («Johnny Can't Decide»). Sus pensamientos se ven interrumpidos cuando recuerda que tiene que ir a trabajar como camarero en un restaurante del SoHo («Sunday»).
Michael enseña a Jon su nuevo apartamento en el Upper East Side y se regocija ante la perspectiva de una vida llena de comodidades («No More»). Presionado por su amigo, Jon accede a asistir a una sesión de brainstorming en la empresa de Michael. De regreso a casa, Jon planea pasar el resto de la noche componiendo, pero es interrumpido por una llamada de Susan y los dos acaban discutiendo («Therapy»).
Jon acude a la sesión de brainstorming en la oficina de Michael, que resulta ser un absurdo intercambio de ideas para ponerle nombre a un producto sustitutivo de las grasas alimentarias. La reunión es un desastre y Jon termina siendo expulsado por su falta de interés. Michael se enfada con Jon por no tomárselo en serio y le insta a aceptar la vida que Susan le está ofreciendo («Real Life»).
De camino a un ensayo de Superbia, Jon entra en una tienda a comprar twinkies y allí coincide con Karessa, una de las actrices que va a participar en la lectura y que también siente debilidad por los alimentos procesados («Sugar»). Al regresar a su apartamento, Jon encuentra a Susan recogiendo sus cosas porque le ha surgido un empleo temporal como profesora de baile en Northampton. Jon quiere que Susan sea feliz y cumpla sus sueños, pero no está preparado para dejarla ir («See Her Smile»).
Por fin llega el día de la lectura de Superbia y todo sale a la perfección, especialmente el conmovedor solo que interpreta Karessa («Come to Your Senses»). Aunque Jon recibe innumerables felicitaciones, nadie se ofrece a producir el espectáculo. Frustrado, Jon decide renunciar y se dirige a la oficina de Michael a pedir trabajo, pero su amigo le dice que no se dé por vencido. Los dos discuten y Jon recrimina a Michael que él no entiende lo que es vivir con miedo al futuro. Entonces Michael revela que es VIH positivo y que lleva un tiempo intentando contárselo. Conmocionado por la noticia, Jon deambula por Central Park hasta que llega al Delacorte Theater. Sobre el escenario vacío encuentra un viejo piano y se pone a tocarlo mientras ordena sus pensamientos. Al final comprende que la vida es efímera y que solo será feliz si se dedica a componer («Why»).
En la fiesta de su trigésimo cumpleaños («30/90 (Reprise)»), Jon pide disculpas a Michael y se despide de Susan, que definitivamente abandona la ciudad. Susan le regala un cuaderno de partituras en blanco para que siga escribiendo música. Jon escucha en el contestador un mensaje de su ídolo Stephen Sondheim, quien le felicita por la lectura de Superbia y le propone tomar un café juntos. Aparece la tarta de cumpleaños y Jon se sienta al piano para tocar una de sus canciones («Louder than Words»).

## Producciones
| Producción          | Teatro                   | Fecha de estreno     | Fecha de cierre         | Dirección            |
| Off-Broadway        | Jane Street Theatre      | 23 de mayo de 2001   | 6 de enero de 2002      | Scott Schwartz       |
| Gira en EE. UU.     | Varios                   | 7 de enero de 2003   | 8 de junio de 2003      | Scott Schwartz       |
| Londres             | Menier Chocolate Factory | 31 de mayo de 2005   | 28 de agosto de 2005    | Scott Schwartz       |
| West End            | Duchess Theatre          | 13 de mayo de 2009   | 17 de mayo de 2009      | Hannah Chissick      |
| Encores! Off-Center | New York City Center     | 25 de junio de 2014  | 28 de junio de 2014     | Oliver Butler        |
| Off-Broadway        | Acorn Theater            | 4 de octubre de 2016 | 18 de diciembre de 2016 | Jonathan Silverstein |
| Washington D. C.    | Kennedy Center           | 26 de enero de 2024  | 4 de febrero de 2024    | Neil Patrick Harris  |

### España
| Producción | Producción | Teatro                   | Fecha de estreno        | Fecha de cierre     | Dirección                          |
| #1         | Madrid     | Teatro Lara              | 14 de julio de 2011     | 31 de julio de 2011 | Pablo Muñoz-Chápuli                |
| #1         | Madrid     | Teatro Arlequín          | 14 de marzo de 2012     | 8 de abril de 2012  | Pablo Muñoz-Chápuli                |
| #1         | Madrid     | Nuevo Teatro Alcalá      | 11 de mayo de 2012      | 13 de julio de 2012 | Pablo Muñoz-Chápuli                |
| #2         | Barcelona  | Teatre Gaudí             | 29 de noviembre de 2017 | 28 de enero de 2018 | Ferran Guiu                        |
| #3         | Madrid     | Gran Teatro Príncipe Pío | 11 de noviembre de 2022 | 26 de mayo de 2023  | Gabriel Olivares Jose Félix Romero |
| #3         | Madrid     | Gran Teatro Príncipe Pío | 8 de diciembre de 2023  | 26 de abril de 2024 | Gabriel Olivares Jose Félix Romero |

### Otras producciones
Tick, Tick... Boom! se ha representado en países como Alemania, Argentina, Australia, Austria, Brasil, Canadá, China, Corea del Sur, Dinamarca, España, Estados Unidos, Filipinas, Hungría, Israel, Japón, México, Países Bajos, Polonia, Portugal, Reino Unido, República Checa, Singapur, Suecia o Taiwán, y ha sido traducido a multitud de idiomas.

## Adaptación cinematográfica
En 2021, Tick, Tick... Boom! fue adaptado a la gran pantalla bajo la dirección de Lin-Manuel Miranda. Protagonizada por Andrew Garfield como Jon, Robin de Jesús como Michael y Alexandra Shipp como Susan, la película tuvo un estreno limitado en cines antes de su lanzamiento en Netflix.

## Números musicales
- «30/90»
- «Green Green Dress»
- «Johnny Can't Decide»
- «Sunday»
- «No More»
- «Therapy»
- «Real Life»
- «Sugar»
- «See Her Smile»
- «Come to Your Senses»
- «Why»
- «30/90 (Reprise)»
- «Louder Than Words»

## Repartos originales
| Personaje | Off-Broadway (2001) | Gira en EE. UU. (2003) | Londres (2005)      | West End (2009) | Encores! Off-Center (2014) | Off-Broadway (2016) | Washington D. C. (2024) |
| Jon       | Raúl Esparza        | Christian Campbell     | Neil Patrick Harris | Paul Keating    | Lin-Manuel Miranda         | Nick Blaemire       | Brandon Uranowitz       |
| Michael   | Jerry Dixon         | Wilson Cruz            | Tee Jaye            | Leon Lopez      | Leslie Odom Jr.            | George Salazar      | Grey Henson             |
| Susan     | Amy Spanger         | Nikki Snelson          | Cassidy Janson      | Julie Atherton  | Karen Olivo                | Ciara Renée         | Denée Benton            |

### España
| Personaje | Madrid (2011)    | Barcelona (2017) | Madrid (2022)   |
| Jon       | Jorge Gonzalo    | Xavi Duch        | Daniel Diges    |
| Michael   | David Tortosa    | Marc Pociello    | Julián Fontalvo |
| Susan     | Laura Castrillón | Lourdes Fabrés   | Anabel García   |

Reemplazos destacados en la producción española de 2022
- Jon: Pepe Nufrio
- Michael: Antonio Curros

## Grabaciones
Existe un álbum grabado por el elenco que estrenó el espectáculo en el Off-Broadway, además de algunas versiones en otros idiomas y la banda sonora de la adaptación cinematográfica.

## Premios y nominaciones

### Producción original del Off-Broadway
| Año  | Premio                     | Categoría                            | Nominado                       | Resultado |
| ---- | -------------------------- | ------------------------------------ | ------------------------------ | --------- |
| 2002 | Outer Critics Circle Award | Mejor musical del Off-Broadway       | Mejor musical del Off-Broadway | Ganador   |
| 2002 | Drama Desk Award           | Mejor musical                        | Mejor musical                  | Nominado  |
| 2002 | Drama Desk Award           | Mejor libreto de un musical          | Jonathan Larson, David Auburn  | Nominados |
| 2002 | Drama Desk Award           | Mejor música                         | Jonathan Larson                | Nominado  |
| 2002 | Drama Desk Award           | Mejores letras                       | Jonathan Larson                | Nominado  |
| 2002 | Drama Desk Award           | Mejor dirección en un musical        | Scott Schwartz                 | Nominado  |
| 2002 | Drama Desk Award           | Mejor actor en un musical            | Raúl Esparza                   | Nominado  |
| 2002 | Drama Desk Award           | Mejor actor de reparto en un musical | Jerry Dixon                    | Nominado  |
| 2002 | Lucille Lortel Award       | Mejor musical                        | Mejor musical                  | Nominado  |
| 2002 | Obie Award                 | Interpretación destacada de un actor | Raúl Esparza                   | Ganador   |

### Producción de Barcelona de 2017
| Año  | Premio                    | Categoría                          | Nominado          | Resultado |
| ---- | ------------------------- | ---------------------------------- | ----------------- | --------- |
| 2018 | Premio del Teatro Musical | Mejor musical off                  | Mejor musical off | Nominado  |
| 2018 | Premio del Teatro Musical | Mejor dirección de escena          | Ferran Guiu       | Nominado  |
| 2018 | Premio del Teatro Musical | Interpretación destacada femenina  | Lourdes Fabrés    | Nominada  |
| 2018 | Premio del Teatro Musical | Interpretación destacada masculina | Marc Pociello     | Nominado  |